# Jeff Stans
Jeff Stans (Vlaardingen, 20 maart 1990) is een voormalig Nederlands profvoetballer die als middenvelder speelde. Vanaf 2020 werkt Stans als trainer.

## Carrière
Stans begon met voetballen in de jeugd bij het Vlaardingse VFC en speelde daarna nog voor HVO voordat hij de overstap maakte naar de jeugd van Sparta Rotterdam. In 2006 werd hij door Eric Gudde naar de B-jeugd van Excelsior Maassluis gehaald. Daar kwam hij in 2008 in het eerste team, dat op dat moment in de Hoofdklasse speelde. Stans stapte in 2009 over naar RKC Waalwijk, waar hij eerst een jaar bij de beloften speelde en in het seizoen 2010/11 debuteerde in het betaald voetbal, in de Eerste divisie. RKC Waalwijk werd dat seizoen kampioen. Zodoende debuteerde Stans in het seizoen 2011/12 in de Eredivisie, waarin hij dat jaar ook zijn eerste doelpunt in het betaald voetbal maakte. Hij speelde twee jaar met de Waalwijkers op het hoogste niveau, maar werd hier nooit een onbetwiste basisspeler.
In de zomer van 2013 verruilde Stans RKC Waalwijk voor Excelsior Rotterdam, op dat moment actief in de Eerste Divisie. Hier groeide hij wel uit tot basisspeler. De Rotterdammers promoveerden aan het eind van zijn eerste jaar bij de club via de play-offs naar de Eredivisie, ten koste van zijn oude club RKC Waalwijk. Stans werd in de volgende seizoenen tweemaal op rij vijftiende met Excelsior, één plek boven de degradatiestreep. Daarbij was hij in zijn laatste jaar niet altijd meer zeker van een basisplaats.
Stans tekende in juni 2016 een contract tot medio 2019 bij NAC Breda, de nummer drie van de Eerste Divisie in het voorgaande seizoen. Dat nam hem transfervrij over van Excelsior. Hij kwam bij NAC te spelen onder Marinus Dijkhuizen, die in het seizoen 2014/15 ook zijn coach was bij Excelsior. In januari 2018 werd zijn contract ontbonden. Eind februari 2018 ondertekende Stans een contract tot medio 2019 bij Go Ahead Eagles, maar bij de club uit Deventer wist hij zijn carrière nog geen nieuwe impuls te geven. Na een dienstverband bij Helmond Sport stopte Stans in 2020 als profvoetballer, mede door de gevolgen van de coronacrisis in Nederland op het vervolg van de Nederlandse voetbalcompetities. Ondertussen was hij reeds hoofdtrainer geworden van een club waarvoor hij in de jeugd voetbalde, CWO. Medio 2022 werd hij, naast zijn werkzaamheden voor CWO, ook assistent-trainer van Jong Sparta Rotterdam. In 2023 werd bekend dat Stans aan de slag zou gaan als hoofdtrainer van Nieuwenhoorn. Hij tekende een overeenkomst voor één seizoen, met een optie voor nog een seizoen. In juni 2023 werd echter bekend dat Stans Nieuwenhoorn had afgezegd om een tweejarige verbintenis met Sparta Rotterdam aan te gaan. Hier ging hij aan de slag als hoofdtrainer van Jong Sparta als opvolger van Geert Arend Roorda.

## Clubstatistieken
| Seizoen         | Club            | Competitie      | Competitie | Competitie | Beker | Beker | Internationaal | Internationaal | Overig | Overig | Totaal | Totaal |
| Seizoen         | Club            | Competitie      | Wed.       | Dlp.       | Wed.  | Dlp.  | Wed.           | Dlp.           | Wed.   | Dlp.   | Wed.   | Dlp.   |
| --------------- | --------------- | --------------- | ---------- | ---------- | ----- | ----- | -------------- | -------------- | ------ | ------ | ------ | ------ |
| 2010/11         | RKC Waalwijk    | Eerste divisie  | 7          | 0          | 2     | 0     | —              | —              | 0      | 0      | 9      | 0      |
| 2011/12         | RKC Waalwijk    | Eredivisie      | 11         | 1          | 0     | 0     | —              | —              | 0      | 0      | 11     | 1      |
| 2012/13         | RKC Waalwijk    | Eredivisie      | 20         | 0          | 1     | 0     | —              | —              | 0      | 0      | 21     | 0      |
| 2013/14         | Excelsior       | Eerste divisie  | 33         | 3          | 3     | 0     | —              | —              | 4      | 0      | 40     | 3      |
| 2014/15         | Excelsior       | Eredivisie      | 34         | 10         | 5     | 0     | —              | —              | 0      | 0      | 39     | 10     |
| 2015/16         | Excelsior       | Eredivisie      | 32         | 6          | 2     | 0     | —              | —              | 0      | 0      | 34     | 6      |
| 2016/17         | NAC Breda       | Eerste divisie  | 18         | 1          | 0     | 0     | —              | —              | 1      | 0      | 19     | 1      |
| 2017/18         | NAC Breda       | Eredivisie      | 0          | 0          | 0     | 0     | —              | —              | 0      | 0      | 0      | 0      |
| 2017/18         | Go Ahead Eagles | Eerste divisie  | 9          | 1          | 0     | 0     | —              | —              | 0      | 0      | 9      | 1      |
| 2018/19         | Go Ahead Eagles | Eerste divisie  | 35         | 0          | 2     | 0     | —              | —              | 4      | 0      | 41     | 0      |
| 2019/20         | Helmond Sport   | Eerste divisie  | 22         | 0          | 1     | 0     | 0              | 0              | 0      | 0      | 23     | 0      |
| 2020/21         | Helmond Sport   | Eerste divisie  | 17         | 2          | 0     | 0     | 0              | 0              | 0      | 0      | 17     | 2      |
| Carrière totaal | Carrière totaal | Carrière totaal | 238        | 24         | 16    | 0     | 0              | 0              | 9      | 0      | 263    | 24     |

## Trivia
- Stans volgde de opleiding Sport Beweging aan het Regionaal Opleidingencentrum Mondriaan en koos de richting met gedetineerden. Hij werkte in de Rotterdamse inrichting De Schie met onder anderen Willem Holleeder.[9]
- Zijn oom Frans Stans speelde betaald voetbal bij Fortuna Vlaardingen.[10]